# Far de Lagoa Azul
El Far de Lagoa Azul (en portuguès: Farol da Lagoa Azul) és un far que es localitza en el morro de Carregado, un promontori junt de la Lagoa Azul, prop de 15 km al nord-oest de la ciutat de São Tomé, a la costa nord de l'illa del mateix nom, al districte de Lobata (São Tomé i Príncipe), a l'oest de Morro Peixe, vora Guadalupe

## Descripció
Consisteix en una columna de formigó amb secció en creu, pintada amb franges horitzontals blanques i vermelles, amb llanterna i galeria a 7 metres d'altura. Fou inaugurat el 12 de setembre de 1997, va ser projectat i edificat per la Marinha de Guerra Portuguesa, a l'abric dels acords de Cooperació Tècnica Militar entre Portugal i São Tomé i Príncipe.